# Jelly Belly-Maxxis/Saison 2016
Dieser Artikel listet Erfolge und Fahrer des Radsportteams Jelly Belly-Maxxis in der Saison 2016 auf.

## Erfolge in der UCI Asia Tour
| Datum        | Rennen                     | Kat. | Fahrer         |
| ------------ | -------------------------- | ---- | -------------- |
| 3. September | 4. Etappe Tour de Hokkaidō | 2.2  | Lachlan Morton |

## Erfolge in der UCI America Tour
| Datum        | Rennen                         | Kat. | Fahrer         |
| ------------ | ------------------------------ | ---- | -------------- |
| 4. Mai       | 1. Etappe Tour of the Gila     | 2.2  | Lachlan Morton |
| 4.–8. Mai    | Gesamtwertung Tour of the Gila | 2.2  | Lachlan Morton |
| 3. August    | 3. Etappe Tour of Utah         | 2.HC | Lachlan Morton |
| 7. August    | 7. Etappe Tour of Utah         | 2.HC | Lachlan Morton |
| 1.–7. August | Gesamtwertung Tour of Utah     | 2.HC | Lachlan Morton |

## Abgänge – Zugänge
| Zugänge                              | Team 2015                | Abgänge             | Team 2016                   |
| ------------------------------------ | ------------------------ | ------------------- | --------------------------- |
| Jordan Cheyne                        | Neoprofi                 | Andrew Sjogren      | Unbekannt                   |
| Christopher Putt                     | Axeon                    | Johnathan Freter    | Astellas Cycling Team       |
| Michael Sheehan                      | Neoprofi                 | Sean Mazich         | Unbekannt                   |
| Ulises Alfredo Castillo (ab 6. Juli) | Start-Massi Cycling Team | Steve Fisher        | Unbekannt                   |
|                                      |                          | Fred Rodriguez      | Karriereende                |
|                                      |                          | Eric Slack          | Unbekannt                   |
|                                      |                          | Gavin Mannion       | Drapac Professional Cycling |
|                                      |                          | Nicolae Tanovitchii | Lupus Racing Team           |

## Mannschaft
| Name                    | Geburtstag       | Nationalität       |
| ----------------------- | ---------------- | ------------------ |
| Joshua Berry            | 1. Dezember 1990 | Vereinigte Staaten |
| Alexandr Braico         | 5. März 1988     | Moldau             |
| Ulises Alfredo Castillo | 5. März 1992     | Mexiko             |
| Jordan Cheyne           | 2. Oktober 1991  | Kanada             |
| Angus Morton            | 11. Juli 1989    | Australien         |
| Lachlan Morton          | 2. Januar 1992   | Australien         |
| Jacob Rathe             | 13. März 1991    | Vereinigte Staaten |
| Christopher Putt        | 7. November 1993 | Vereinigte Staaten |
| Michael Sheehan         | 6. März 1992     | Vereinigte Staaten |
| Taylor Sheldon          | 31. März 1987    | Vereinigte Staaten |
| Ben Wolfe               | 15. Juli 1993    | Vereinigte Staaten |